# 小行星3782
小行星3782（3782 Celle）是一颗绕太阳运转的小行星，为主小行星带小行星。该小行星于1986年10月3日发现。

## 轨道参数
小行星3782的轨道半长轴为2.4147570 UA，离心率为0.095。